# Перстень

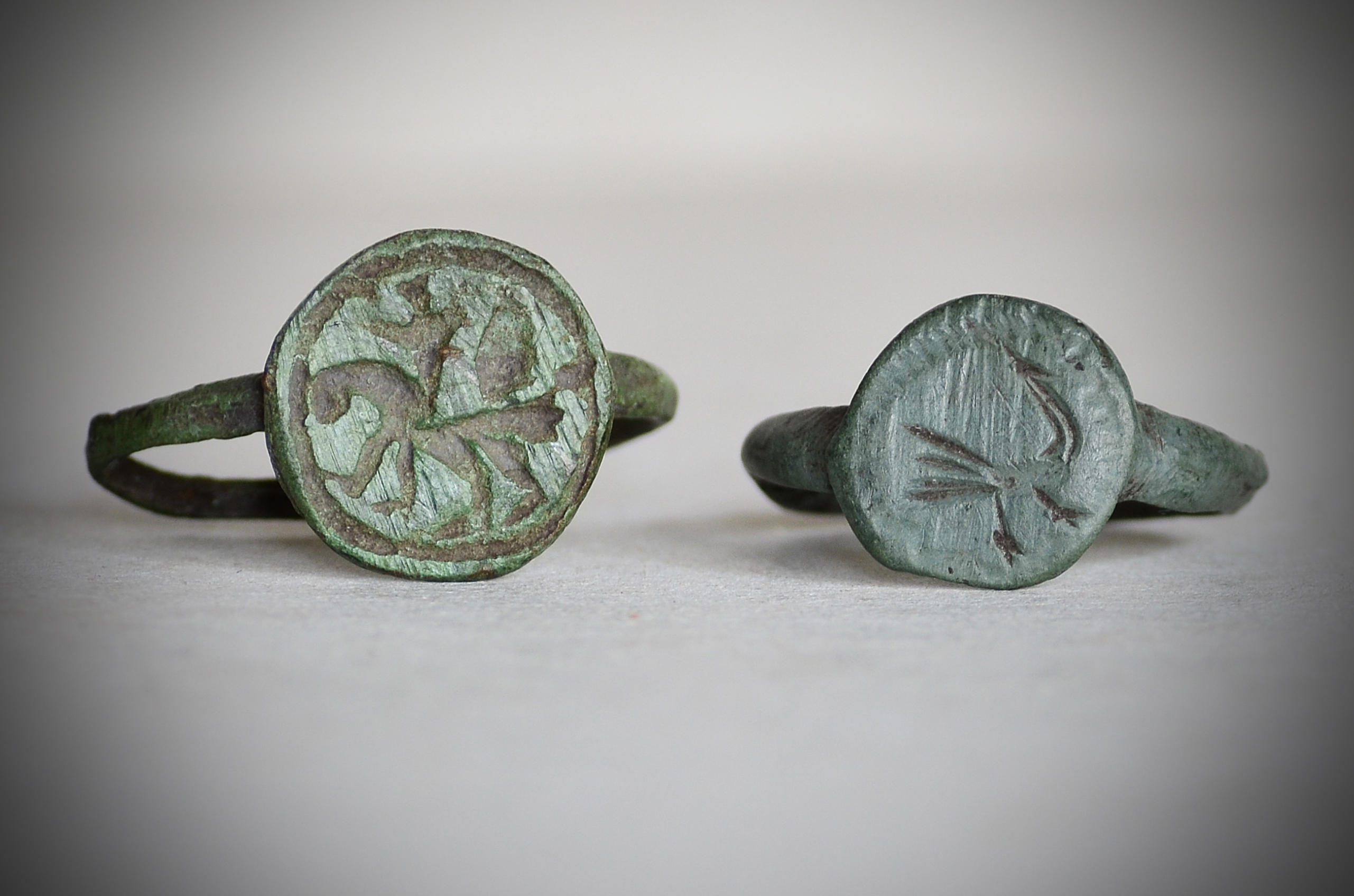
Древнерусские перстни-печатки.
Рязанское княжество.

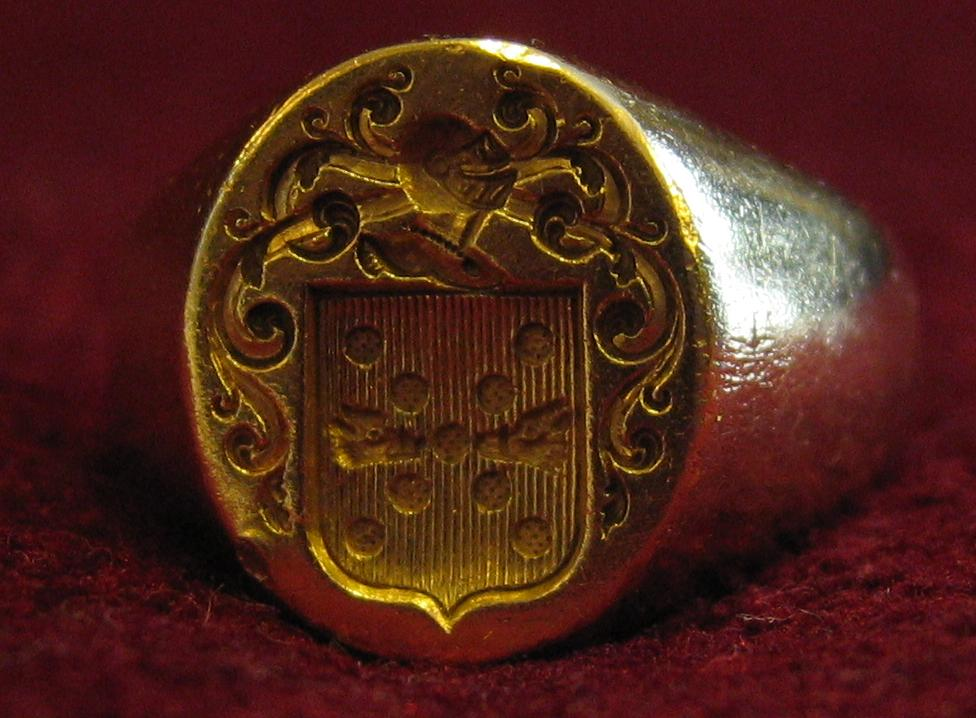
Печатальный перстень с гербом.

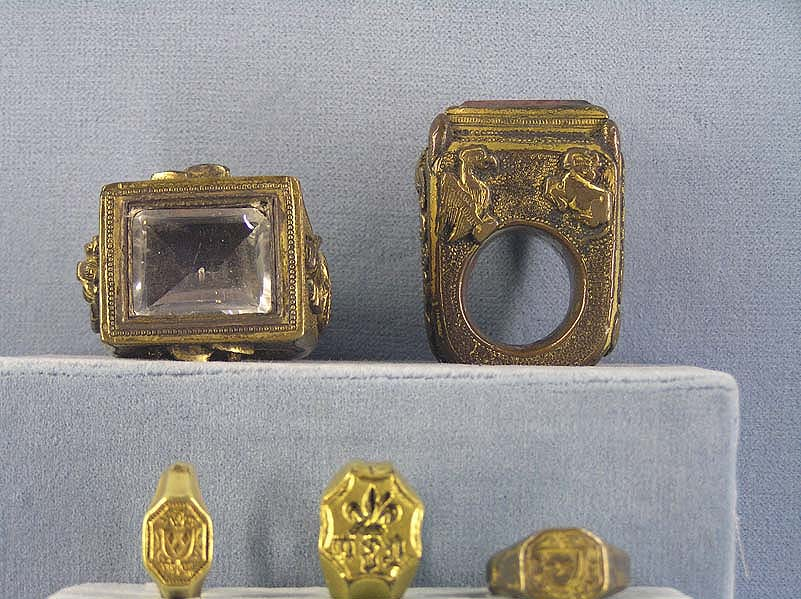
Перстни епископов и архиепископов.

Перстень (от перста) — кольцо, надеваемое обычно на безымянный палец (перст), с  установленным большим драгоценным камнем или минералом.
На Руси (в России) перстни, надеваемый на большой палец, назывался напалком, и был сравнительно массивнее других, а перстень с резной вставкой назывался жиковиной или жуковиной.

## История
Древние греки, в Афинах, употребляли железные кольца преимущественно как печати, и обыкновенно носили печать (Σφραγίς) на четвертом пальце, а также древние римляне носили простые железные кольца, аннул (annŭlus или anŭlus) с печатями (anulus signatorius), позднее они стали украшать пальцы золотыми кольцами, которые были украшаемы геммами и драгоценными камнями. 
В Афинах кольца с печатью носили все свободные, не принадлежавшие к беднейшему классу, для её накладывания, чтобы предупредить подделки в документах и так далее, так как печать служила для удостоверения подписи. Вообще кольца, позднее служившие украшением, первоначально имели назначение печатей, а также служили внешним отличием некоторых сословий.
Употребление колец, как печатей, в древнем Риме было разнообразно: ими, например, запечатывали письма, скрепляли документы и контракты, опечатывали домашние кладовые, бочки, ящики и тому подобное, чтобы помешать рабам воровать запасы.
Массивный перстень с камнем является одним из традиционно мужских ювелирных украшений. Подобные изделия известны с глубокой древности. Они подчеркивали социальный статус владельца. Золотые мужские перстни с инициалами — «печатки» были широко распространены в древности у знати — не столько как украшение, сколько как личная печать (для запечатывания писем сургучом), к которой имеет доступ только сам её владелец. Поскольку печатка всегда находилась на руке владельца, её, в отличие от обычной печати, невозможно было в тайне от хозяина похитить и крайне сложно подделать. В Средние века они являлись признаком дворянского достоинства его владельца. 
На Руси (в России) перстни делались из золота, серебра, меди, булата, железа, олова, украшались различными узорами, насечками, чернью, финифтью и тому подобное. В середине их вставлялись драгоценные камни (часто изумруд), на них также вырезались разные надписи, «людские персоны», птицы, клейма, опахальца и другие изображения.
В наше время данный вид ювелирных изделий несколько утратил статус символа власти его владельца, но и по настоящее время массивный перстень с крупным бриллиантом, как правило, свидетельствует о финансовом состоянии владельца.